# Helena Snakenborg
Elin Ulfsdotter Snakenborg, marquesa de Northampton, también conocida como Helena y Helena la Roja por su cabello rojo (1548/1549 - 10 de abril de 1635) fue una noble sueca, dama de honor de la reina Isabel I de Inglaterra, y marquesa de Northampton como la tercera esposa de William Parr, I marqués de Northampton.

## Familia y linaje
Nació en Suecia como Elin Ulfsdotter de Fyllingarum en la provincia de Ostrogotia, en 1548 o 1549. Fue la hija menor de Ulf Henriksson, señor de Fyllingarum (falleció c. 1565), de la familia Bååt, senador de Suecia, y de su mujer Agneta Knutsdotter, heredera de Norrnes. Su padre era un seguidor de Gustavo I de Suecia. A decir de todos, Helena era una mujer hermosa con grandes ojos marrones, cabello rojo, y tez rosada y blanca. Fue descrita como una mujer de voluntad fuerte y mentalidad independiente.
Helena tenía dos hermanos y tres hermanas que sobrevivieron la niñez y tuvieron hijos propios. Ella fue bautizada y la llamaron "Elin" en honor a su abuela paterna, Elin Ulfsdotter de la casa noruega de Sudreim, y por la abuela de su abuelo paterno, Elin Henriksdotter Snakenborg. El nombre Snakenborg fue tomado de esta última, cuyos antepasados patrilineales eran originarios de Mecklemburgo, en Alemania. También la madre de Helena posiblemente fue una descendiente de Inés de Borgarsyssel, hija bastarda del rey Haakon V de Noruega.
Contrariamente a las afirmaciones en algunas genealogías, los Earls vikingos de Orkney no están incluidos en los antepasados de Helena, y tampoco desciende de la hermana de Santa Brígida de Suecia.

## Viaje a Inglaterra
Helena fue una de las seis nobles suecas que sirvieron como damas de honor en el séquito de la princesa Cecilia de Suecia, margravina de Baden, la segunda hija del rey Gustavo I de Suecia. Cecilia y su séquito partieron de Suecia en el otoño de 1564 en un viaje a Inglaterra, invitados por la reina Isabel I. Se rumoreaba que Cecilia viajó a Inglaterra para negociar un matrimonio entre su medio-hermano, el rey Erico XIV de Suecia, y la reina Isabel. Debido a la hostilidad de Dinamarca y Noruega hacia Suecia, se vieron obligados a viajar por tierra. Atravesaron Finlandia, Livonia, Polonia y Alemania hasta que llegaron a Calais, en Francia. También se retrasaron por el mal clima, y en la última parte del viaje por mareos en altamar. El viaje duró casi un año hasta que desembarcaron en Dover el 8 de septiembre de 1565. En ese entonces, la princesa Cecilia estaba transitando su noveno mes de embarazo. El grupo de bienvenida en Dover estaba liderado por William Parr, I marqués de Northampton (1513-1571), el único hijo aún con vida de Thomas Parr de Kendal, y hermano de la fallecida reina consorte, Catalina Parr.

## Marquesa de Northampton
En Londres, se asentaron en la casa Bedford. A su llegada, muchos miembros prominentes de la nobleza inglesa recibieron al séquito sueco, incluyendo a la reina Isabel I. Helena Snakenborg atrajo la atención del anciano (en ese entonces tenía 52 años) marqués de Northampton, quien pronto comenzó a cortejarle.

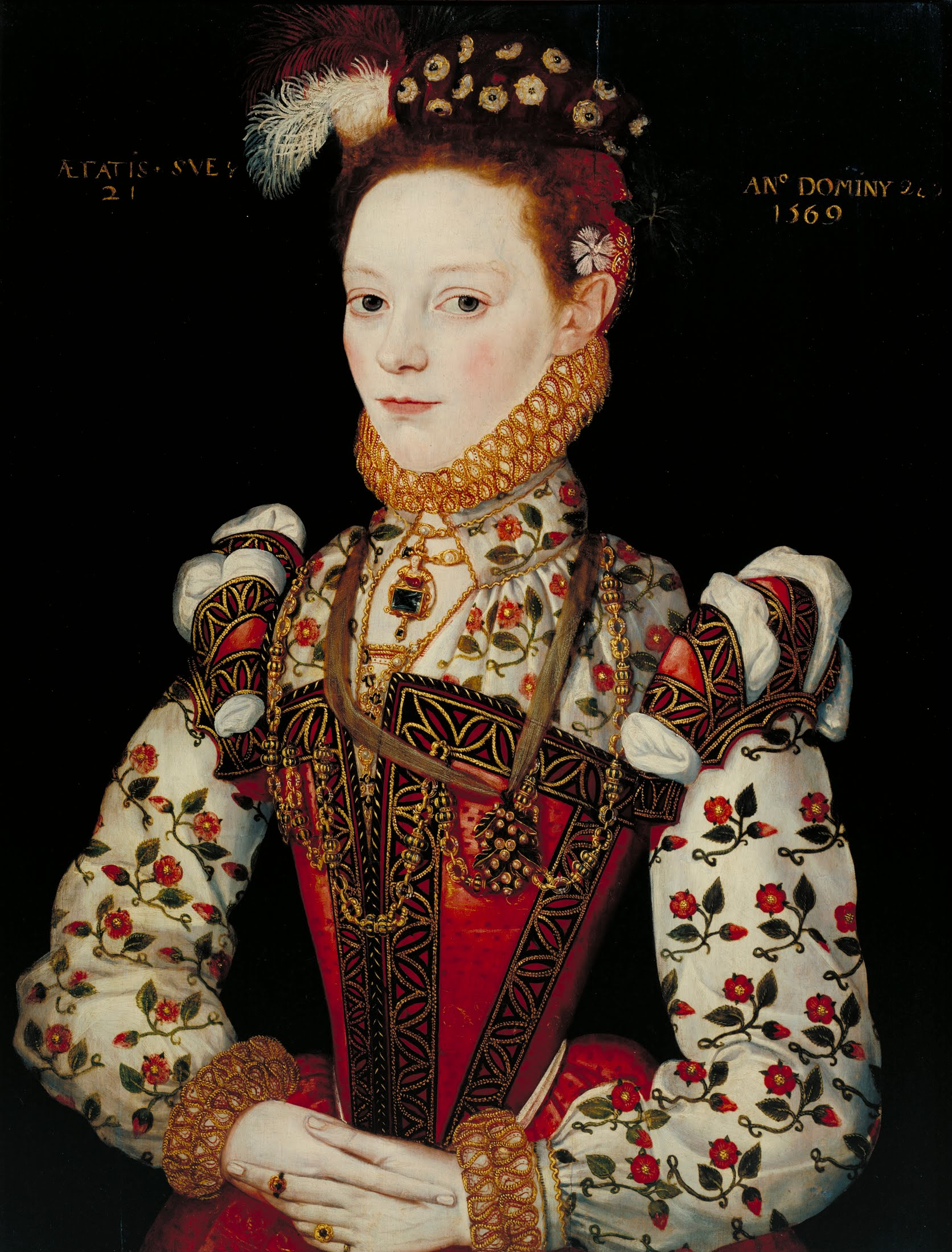
Una Mujer Joven de 21 años en 1569, posiblemente un retrato de Helena Snakenborg.

La margravina Cecilia abandonó Inglaterra en abril de 1566 para huir sus acreedores. Helena se convirtió en una de las damas de honor de la reina Isabel I, y permaneció en el país por el resto de su vida. Fue ascendida a dama de la recámara real. Posteriormente se le concedieron muchos privilegios, como sus propios apartamentos en Hampton Court, criados, y un caballo.
Lord Northampton esperaba casarse con Helena pero esto era difícil porque aunque estaba divorciado de su primera esposa, Anne Bourchier, 7.º baronesa Bourchier, ella aún seguía con vida. Se habían divorciado en 1552, y él se había vuelto a casar pero su segunda esposa había fallecido en 1565; sin embargo, la Iglesia de Inglaterra no reconocía matrimonios posteriores de personas divorciadas hasta la muerte del cónyuge anterior. Anne murió en 1571, y Lord Northampton contrajo matrimonio con Helena casi inmediatamente, con el consentimiento de la reina.
La boda tomó lugar en mayo de 1571 en presencia de Isabel I en el palacio de Whitehall, y el pareja dividió su tiempo entre sus propiedades en Guildford, Surrey, y en Stanstead Mountfitchet, Essex. No tuvieron hijos. El marqués falleció repentinamente el 28 de octubre de 1571. La marquesa viuda Helena había recibido una dote de viuda considerable, y en 1574 la reina le regaló la mansión de Hemingford Grey.

## Segundo matrimonio
El segundo marido de Helena fue Thomas Gorges, de Longford, Wiltshire, primo segundo de Ana Bolena, y descendiente del primer duque de Norfolk de apellido Howard. En un principio Isabel I estaba a favor del cortejo de Gorges a Helena, pero cambió de parecer y no aceptó un matrimonio entre ambos: Helena era una marquesa, y por matrimonio pariente de la reina. Gorges era solo un señor. Helena se casó con Thomas Gorges en secreto alrededor del año 1576. Cuando Isabel I se enteró de esto, exilió a Helena de la corte y Thomas fue encarcelado en la Torre de Londres brevemente. Sin embargo, Helena pudo regresar a la corte, posiblemente con la ayuda de su influyente amigo, el Lord Chambelán Thomas Radclyffe, 3.º Conde de Sussex.
Helena y Thomas tuvieron ocho hijos que sobrevivieron a al infancia. Su primera hija nació en junio de 1578 y fue llamada Isabel en honor a la reina, que fue también su madrina; Isabel se casaría dos veces, primero con Sir Hugh Smyth y luego con Ferdinando Gorges. El primer hijo varón, Francis Gorges (c.1579-1599), presuntamente fue llamado así en honor al amigo íntimo del matrimonio, Francis Drake. Tuvieron dos más hijas: Frances Gorges (1580-1649) y Bridget Gorges (1584 - c. 1634), y otros cuatro hijos varones que luego serían nombrados caballeros: Edward Gorges, primer barón Gorges de Dundalk (1582 - falleció en o antes de 1652), Theobald Gorges (1583-1647), Robert Gorges (1588-1648), y Thomas Gorges (1589 - después de 1624).
El matrimonio tuvo una propiedad en Whitefriars, Londres. Helena persuadió a su marido para reconstruir su propiedad en Longford. La mansión había resultado dañada en un incendio cuando Thomas Gorges la adquirió, y fue reconstruida a un elevado costo en 1591, bajo la supervisión de John Thorpe. El castillo de Longford fue el modelo para el 'castillo de Amphialeus' en la obra Arcadia de Philip Sidney. Thomas Gorges fue nombrado caballero en 1586.
La reina Isabel I le concedió a Helena mansiones en Huntingdonshire y Wiltshire. Ella aún tenía en gran estima a Helena, y esta última a menudo actuaba como su representante en los bautismos de los hijos de nobles distinguidos, particularmente hacia el fin de su reinado, cuando la reina se encontraba mal de salud.
Se dice que Helena no participó en las intrigas de la corte, sino que era devota a su familia.
En 1582, Thomas viajó a Suecia como enviado inglés y conoció a la familia de Helena. Ella también se correspondía frecuentemente con sus parientes en Suecia, así como con el duque Carlos de Södermanland, quien luego se convertiría en rey como Carlos IX, un amigo de su infancia.
En 1584 la reina le concedió la propiedad en Sheen a Helena y a Thomas de por vida. Antiguamente había sido un monasterio al norte de la residencia principal de la reina, el palacio de Richmond cerca de la ciudad de Londres. Gracias a esto, Thomas y Helena fueron capaces de vivir con sus hijos mientras servían en la corte real.

## Últimos años

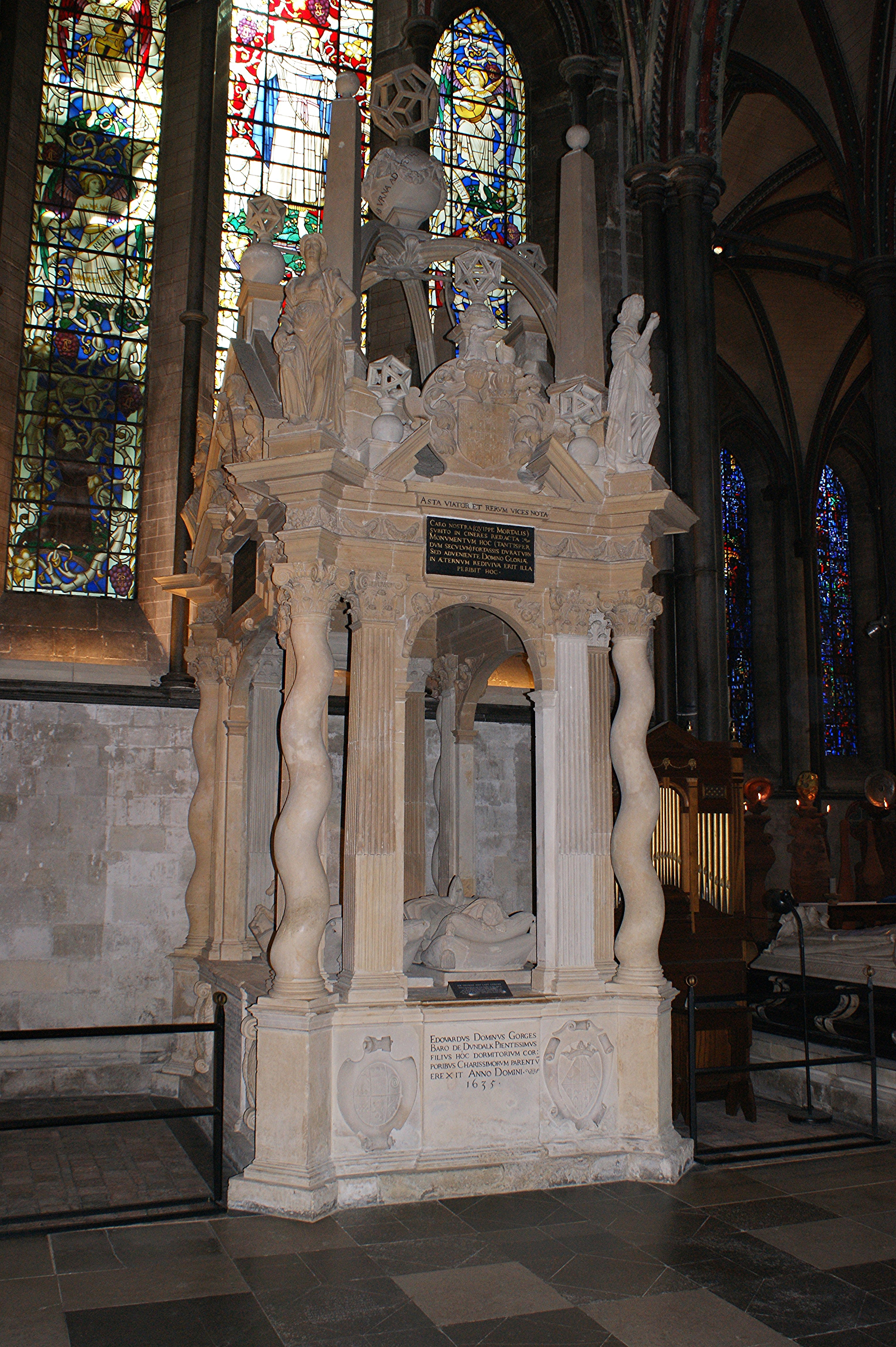
Monumento y efigies, en la catedral de Salisbury, Wiltshire, de Helena Snakenborg (fallecida en 1635) y de su segundo marido, Sir Thomas Gorges (1536-1610). Construidos después de su muerte en 1635.

La reina Isabel I falleció en marzo de 1603. Helena actuó como la principal doliente en el cortejo fúnebre como par superior ya que Arabella Estuardo se negó a hacerlo y el nuevo rey, Jacobo I, no había llegado aún a Londres. En el cortejo fúnebre, Helena caminó cerca detrás del ataúd de la reina, asistida por el Lord Tesorero y el Lord Gran Almirante de Inglaterra. Esto se considera como el apogeo de su carrera. En julio de 1603, Helena y Thomas participaron en la coronación de los nuevos monarcas, Jacobo I y su esposa, Ana de Dinamarca. Poco después se mudaron a Longford debido a la peste que azotaba a Londres en ese momento. La ascensión de Jacobo I causó que Helena fuera relegada como dama de la recámara de la nueva reina. Sin embargo, el matrimonio ocasionalmente servía en la corte y en otras tareas reales. Helena actuaba como negociadora con Suecia; por ejemplo, el intento de parte de Suecia de casar a Isabel Estuardo, la hija mayor del rey inglés, con el heredero al trono sueco, Gustavo Adolfo, hijo de Carlos IX (el cual fue impedido por la reina Ana, madre de Isabel). Sir Thomas Gorges falleció el 30 de marzo de 1610 a los 74 años; después de enviudar, Helena lentamente se retiró de la vida pública. Según se dice, siguió siendo una fiel partidaria de la iglesia de Inglaterra. Vivió mayormente en su propiedad de Sheen, cerca de la corte, pero en los últimos años de su vida se mudó a Redlynch en Somerset, la mansión de su hijo, Sir Robert Gorges. La correspondencia de Helena demuestra que mantuvo una relación cercana con sus hijos y nietos. La última carta que se conserva de Helena, con fecha del 8 de septiembre de 1634, a su nieto, está escrita con una letra claramente temblorosa.
Helena falleció a los 86 años, el 10 de abril de 1635 en Redlynch, y fue enterrada el 14 de mayo en la catedral de Salisbury. Se dice que Helena tenía 92 descendientes directos al momento de su muerte.